# Brent Cockbain
Pas d'image ? Cliquez ici

a Compétitions nationales et continentales officielles uniquement.

b Matchs officiels uniquement.
Dernière mise à jour le 3 novembre 2021.
Brent Cockbain, né le 15 novembre 1974 à Coffs Harbour (Australie) est un joueur de rugby à XV international gallois entre 2003 et 2007. Il évolue au poste de deuxième ligne (2,03 m pour 116 kg).

## Carrière
Il a disputé son premier test match le 27 août 2003, contre l'équipe de Roumanie.
Cockbain a participé à la coupe du monde 2003 (4 matchs, défaite en quarts de finale).
Au 1er juin 2007, il a effectué 41 matchs avec les Ospreys.

## Palmarès
- En équipe nationale : 24 sélections 
  - Sélections par année : 5 en 2003, 8 en 2004, 9 en 2005, 2 en 2007
  - Tournois des Six Nations disputés : 2004, 2005, 2007
  - Grand Chelem en 2005

- En club : Champion de la Celtic League en 2005